# اقتدار (بلاغة)
الاقتدار عند البلغاء أن يأتي المتكلم بالمعنى الواحد في صور شتى اقتدارا منه على تركيب الألفاظ وصوغها في قوالب المعاني والأغراض، فتارة يأتي به في لفظ الاستعارة وتارة في صورة الإرداف وحينا في مخرج الإيجاز ومرة في قالب الحقيقة. قال ابن أبي الإصبع وعلى هذا أتت جميع قصص القرآن فإنك ترى القضية الواحدة التي لا تختلف معانيها تأتي في صور مختلفة وقوالب من الألفاظ المتعددة حتى لا تكاد تشتبه في موضعين منه ولا بد أن تجد الفرق بين صورها ظاهرا.